# Partidul Național Țărănesc - Anton Alexandrescu
Partidul Național Țărănesc - Anton Alexandrescu (abreviat PNȚ-AA) a fost o facțiune  desprinsă din Partidul Național Țărănesc (PNȚ) care s-a aliat cu Partidul Social Democrat Român (PSDR), Partidul Național Liberal – Tătărescu (PNL-T), Frontul Plugarilor (FP), Partidul Comunist Român (PCR), Partidul Național Popular (FP) și a intrat în Blocul Partidelor Democrate (BPD) în vederea participării la alegerile din 1946. La alegerile din noiembrie 1946, Blocul a câștigat 347 din cele 414 locuri, PNȚ-A luând 20. În 1948 partidul a fuzionat în Frontul Plugarilor. Șeful acestei facțiuni a fost Anton Alexandrescu.